# Dolichoderus laurae
Dolichoderus laurae é uma espécie de formiga do gênero Dolichoderus.